# 남기설
남기설(한국 한자: 南起雪, 1970년 12월 8일 ~ )은 대한민국의 전 축구 선수이며, 포지션은 미드필더였다.